# Gartenbauschule Langenlois

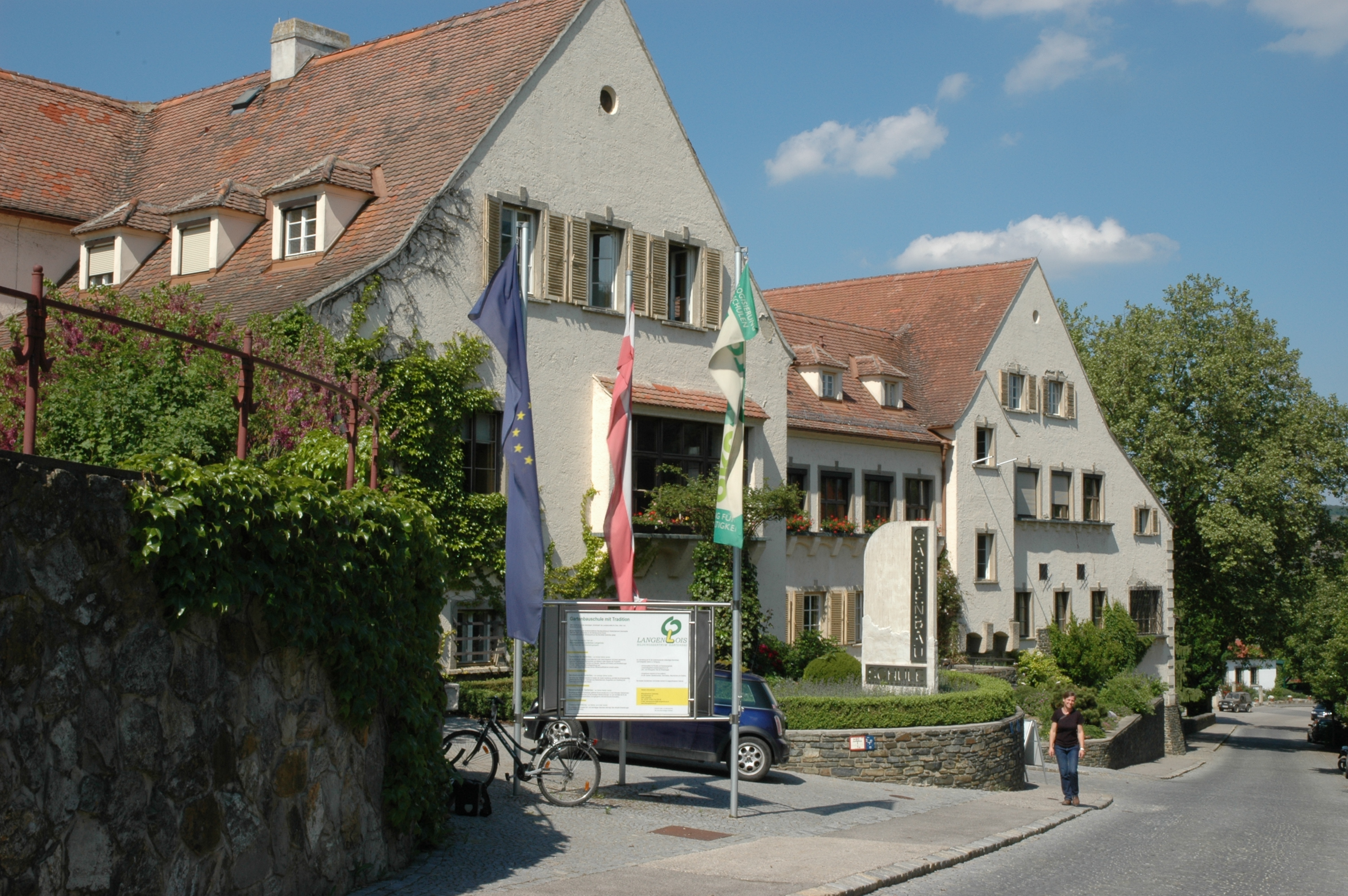
Gartenbaufachschule Langenlois

Die Gartenbauschule Langenlois ist ein Bildungszentrum für den Gartenbau im niederösterreichischen Langenlois. Sie umfasst die Gartenbau-Berufsschule Langenlois, eine Gartenbau-Fachschule und die Gartenbau-Meisterausbildung.

## Geschichte
In der Zeit von 1903 bis 1945 wurde die Weinbauwinterschule in Langenlois im alten Wirtschaftshof in Haindorf mit dem Buschgarten – Obstanlagen, im Vögerlweingartenanlage und Schnittweingarten mit Unterlagsreben für den praktischen Unterricht eingerichtet. Sie diente als Außenstelle der Weinbauschule Krems, die damals im Gebäude der Piaristen am Hohen Markt in Krems noch ihren Sitz hatte. 1938–1945: Unterbringung der Weinbauwinterschule im Hause der Schulschwestern in Haindorf. 1948 erfolgte über Initiative von Bürgermeister August Kargl der Neubau der Landeskursstätte für Obst-, Wein- und Gartenbau auf dem Areal des Langenloiser Schützenvereines am Rosenhügel. 1951 wurden die Johann Steinböck Kursstätte und der Kurs- bzw. Schulbetrieb mit der übersiedelten Gartenbau Berufsschule der Niederösterreichischen Landes-Landwirtschaftskammer mit der Lehrgärtnerei am Rosenhügel eröffnet.
Nach dem Zweiten Weltkrieg war ein großer Nachholbedarf bei der schulischen Ausbildung der Kriegsteilnehmer aus der Landwirtschaft, Wein- und Obstbau vorhanden, welche in Form von Kursen (ein- bis zweiwöchig) angeboten wurde. Weiters wurden in dieser Zeit die landwirtschaftlichen Fortbildungsschulen in den größeren Orten organisiert, die zumeist von Volks- und Hauptschullehrkräften geleitet wurden. Der Fachunterricht wurde von landwirtschaftlichen Fortbildungsschullehrkräften zweimal wöchentlich gehalten.
Der Besuch war anfangs freiwillig. 1952, nach Erlassung des land- und forstwirtschaftlichen Berufsausbildungsgesetzes vom 16. Juli 1952 wurden im Einvernehmen mit der Niederösterreichischen Lehrlings- und Fachausbildungsstätte der Landeskammer Niederösterreich die mehrwöchigen Kurse mit 240 Kursstunden für die Lehrlings- und Meisterausbildung für Wein-, Obst- und Gartenbau durchgeführt, ebenso die anschließenden Gehilfen-, Facharbeiter- und Meisterprüfungen. 1960 wurden mit der Einführung der gesetzlichen Berufsschulpflicht die Lehrgänge der Gartenbauberufsschule in Langenlois mit einer Lehrgangsdauer von 8 Wochen organisiert und durchgeführt. Die Lehrgänge der Weinbauberufsschule wurden bis 1970 geführt. 1969 wurde über Wunsch der Vertreter des niederösterreichischen Gartenbaues mit Obmann Alfred Kossak und Gartenbaudirektor Hans Süß wurde mit der landwirtschaftlichen Schulabteilung des Landes Niederösterreich und Dir. Ernest Ettenauer sowie Dir. Helmut Hanten mit den Vorbereitungsarbeiten für die Organisation und den Lehrplan der Gartenbaufachschule begonnen und vom Landtag von Niederösterreich die gesetzlichen Grundlagen geschaffen. 1970 wurde die Gartenbauberufsschule der Landwirtschaftskammer Niederösterreich von Land Niederösterreich übernommen und der landwirtschaftlichen Schulabteilung, Abteilung VI/5 unterstellt. 1971 wurde mit der vierjährigen Gartenbaufachschule mit dem 1. Jahrgang mit Schülern aus ganz Österreich begonnen. Es war die erste vierjährige Fachschule mit einer zehnmonatigen Pflichtpraxis in einem fremden Lehrbetrieb, die zwischen dem 2. und 3. Schuljahr eingeplant wurde. Nachdem sich diese Organisationsform in der Praxis gut bewährte, wurden auch die anderen landwirtschaftlichen Fachschulen Niederösterreichs auf diese Organisationsform umgestellt. 1976 wurde die Lehrgärtnerei im Areal der Obstbauversuchsanlage in Langenlois – Haindorf errichtet. Infolge der ständig steigenden Schülerzahlen wurde das Internat viel zu klein, sodass die Mädchen der Berufsschule in der aufgelassenen Fortbildungsschule in Ravelsbach untergebracht werden mussten. Ebenso mussten fallweise auch noch Schüler der Gartenbaufachschule im Gasthof Weingartner und in Privatquartieren in Langenlois untergebracht werden. Aufgrund dieser Umstände waren ein Internatsneubau und die Umgestaltung des Altgebäudes unbedingt erforderlich. 1984 fand die Grundsteinlegung zum Internatsneubau mit Landeshauptmann Siegfried Ludwig statt. 1985 wurde mit den Neubau des Internates auf dem Gelände des ehemaligen Stadtheurigen begonnen. 1988 wurde der Internatsneubau mit 200 Betten errichtet. 1988/89 folgten der Umbau und die Renovierung des Altinternates in Schulklassen, Lehrerkanzleien und Praxiswerkstätten. 1990 folgten weitere Ausbauarbeiten und eine Umgestaltung der Lehrgärtnerei und der Errichtung des Grünhauses im Internatsbereich. Im Zuge der Aktion „Kamptalgärten“ des Landes Niederösterreich wurden die Gartenanlagen am Rosenhügel ausgebaut und modernisiert. 1991 wurde in Zusammenarbeit mit der Landesgartenbauvereinigung und dem Obmann des Bildungsausschusses des Bundesverbandes der Erwerbsgärtner Österreichs, Rudolf Dallhammer mit der Meisterschule begonnen, die zunächst einjährig und später zweiwinterig durchgeführt wurde. 1996 wurde der Bildungs- und Absolventenverband der Gartenbauberufe (BAV) als Träger der fachlichen Weiterbildungsangebote gegründet. 1997–1999 wurde ein Lehrbauhof für den Garten- und Landschaftsbau im Gelände der alten Lehrgärtnerei am Rosenhügel, eines Grünpflanzenhauses („Greenhouse“) im Internatsbereich für die Innenraumbegrünung und als Veranstaltungsraum errichtet und die Lehrgärtnerei Haindorf ausgebaut. 2006 wurde die Gartenanlagen am Rosenhügel zu öffentlich zugänglichen Lehr- u. Schaugärten mit Aussichtsturm ausgebaut.

## Direktoren der Landeskursstätte – 1951–1971

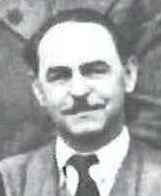
Karl Rabenseifner 1951–1954
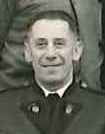
Roman Schober 1954–1968

## Direktoren der Gartenbau Fachschule – seit 1971

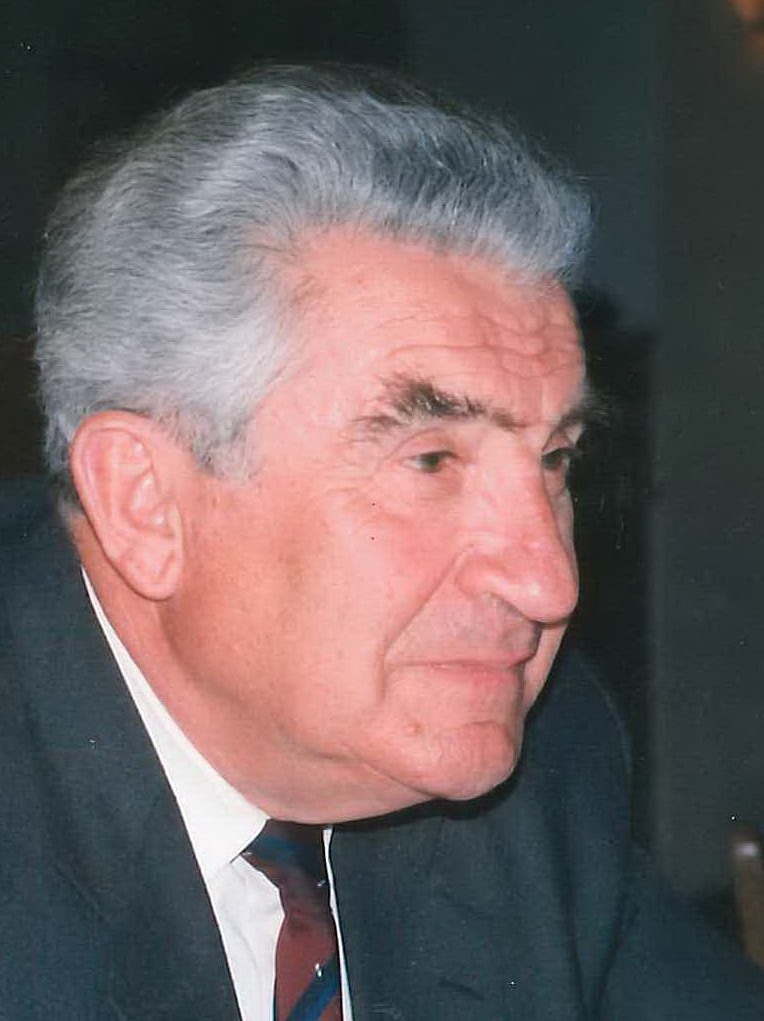
Ernest Ettenauer 1968–1989
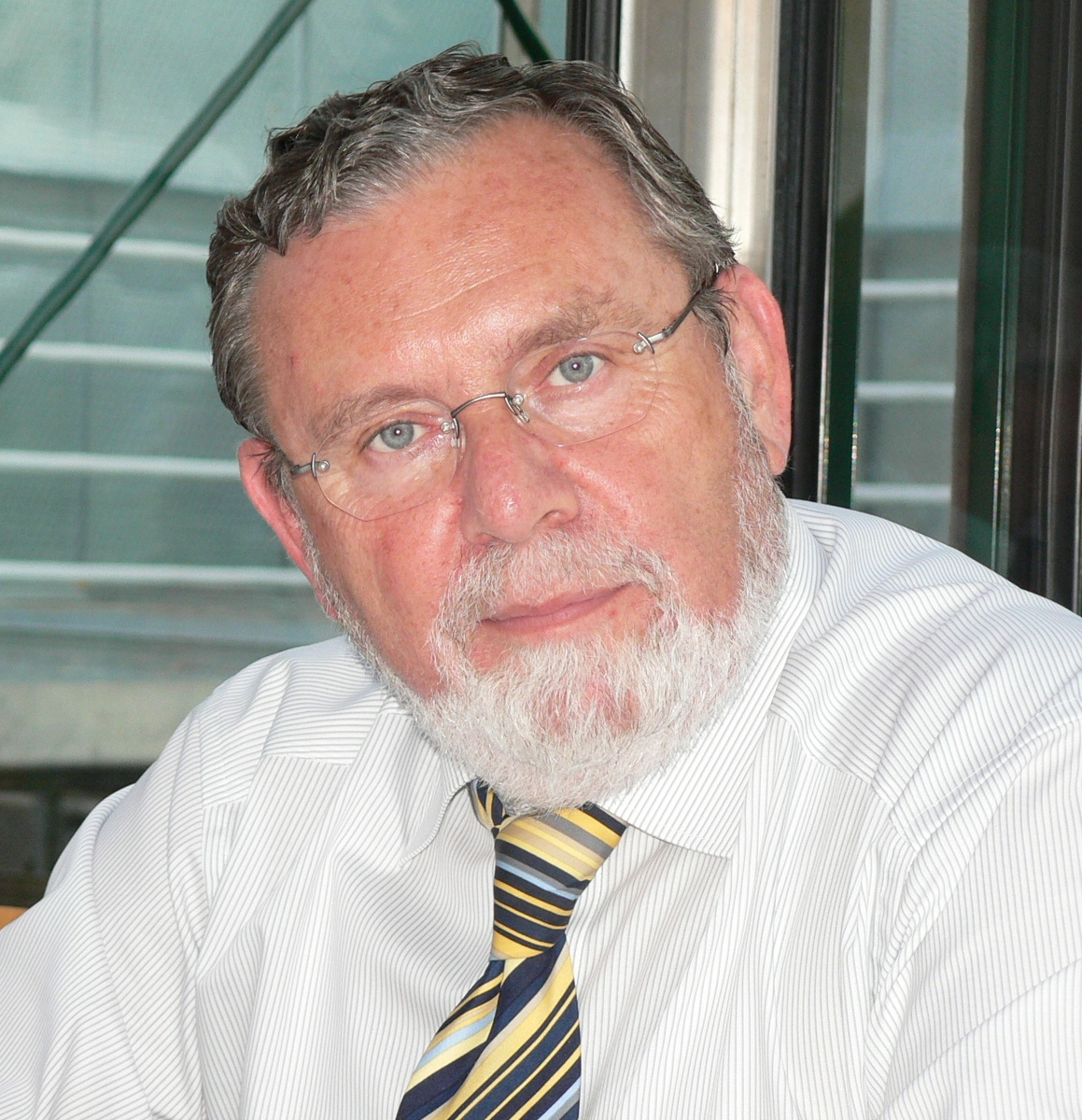
Georg Steinböck 1990–2010
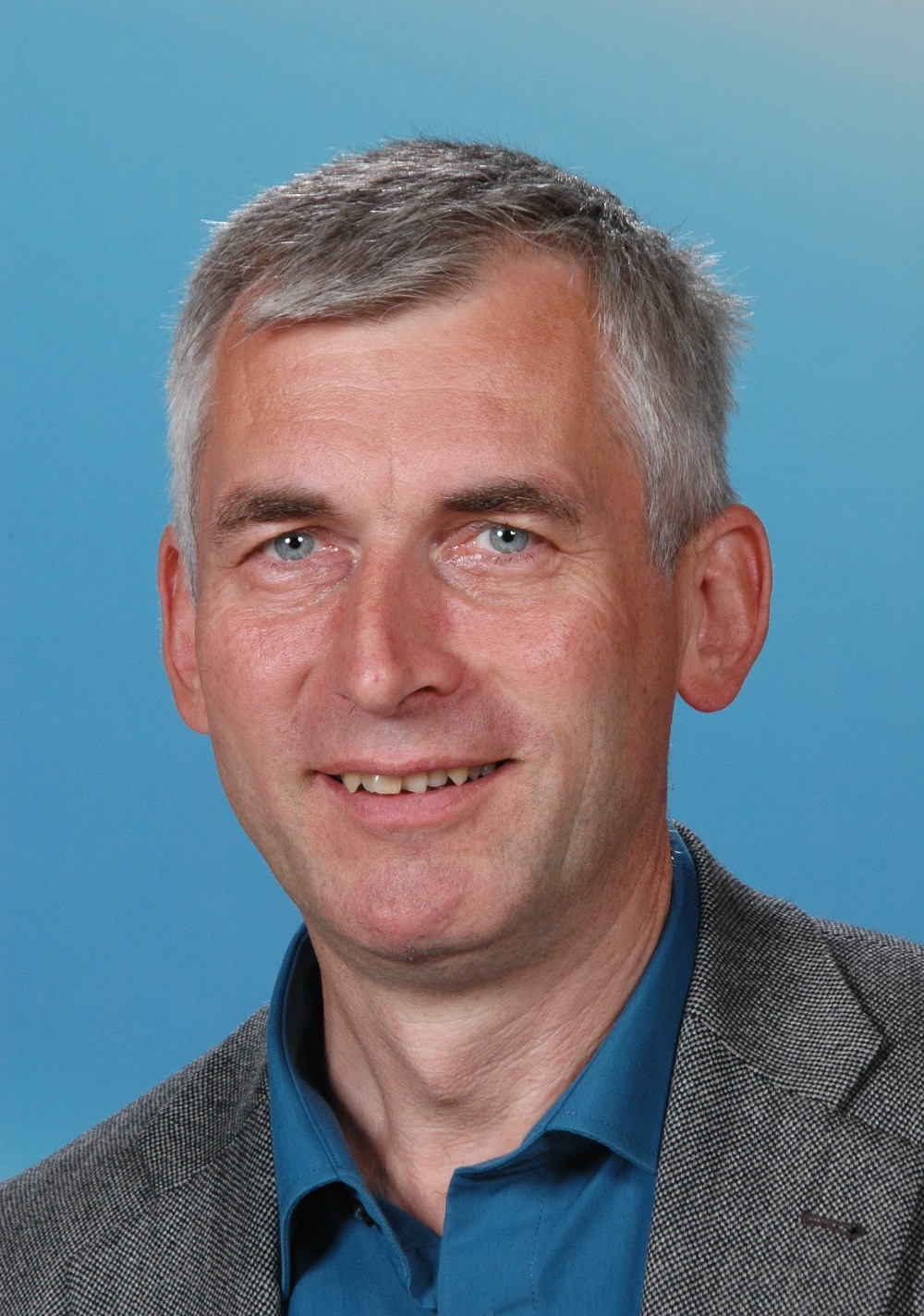
Franz Fuger seit 2010